# Grotta Kopao
La grotta Kopao è una grotta della Papua Nuova Guinea, alle pendici del monte Macgregor, nella provincia di Sepik Est.
Kopao è una delle grotte che fungono da rifugio per il popolo nomade Meakambut: la grotta è per questo popolo il luogo più sacro, ove secondo la loro tradizione ha avuto origine la loro stirpe.

## La leggenda della grotta Kopao
Lo spirito della Terra Api, notando che la foresta ed i fiumi alle pendici del monte Macgregor erano ricche di vita, pensò che quella terra fosse adatta agli uomini. Giunto a Kopao, spaccò la roccia dando origine alla caverna da cui uscirono i tre popoli che abitano l'area: dapprima gli Awiri, poi gli Imboin e per ultimi i Meakambut. Usciti questi ultimi Api chiuse la grotta benché al suo interno vi fossero altri uomini.